# جدجد نملي أمريكي
جدجد نملي أمريكي (الاسم العلمي:Myrmecophilus americanus) هو نوع من الحشرات يتبع جنس الجدجد النملي من فصيلة الجداجد النملية.